# Ladislav Zedník
Ladislav Zedník (* 3. května 1977 Praha) je český básník a pedagog.
Narodil se v Praze. Od dětství se intenzivně zajímá o paleontologii. Je spoluzakladatelem a jedním ze dvou provozovatelů Interaktivního muzea Trilopark. Publikovat poezii začal časopisecky, a to již v roce 2003. V prvotině Zahrada s jabloněmi a dvěma křesly (Argo, 2006) jsou patrné vlivy poetiky současných slovinských autorů, dále Vladimíra Holana a přírodně-lyrické poetiky 90. let 20. století. Druhá básnická sbírka Neosvitly (Argo, 2012) je zasazena do magických chronotopů pražského Podskalí, Vyšehradu, "nádraží, kde už vlaky nestavějí" apod. Básně tvoří dohromady ucelený mýtus. Zatím poslední sbírka Město jeden kámen (Dauphin, 2015) čerpá z autorovy vášně pro vyhynulé pravěké světy. Jeho verše byly přeloženy do italštiny a portugalštiny. Příležitostně píše recenze, pět let působil jako externí redaktor časopisu Host.

## Publikační činnost
- Zahrada s Jabloněmi a dvěma křesly (Argo, 2006)
- Neosvitly (Argo, 2012)
- Město jeden kámen (Dauphin, 2016)
- Složenýma očima (Odeon, 2023)

## Ocenění
- Nominace na cenu Magnesia Litera 2007
- Magnesia litera 2016 v kategorii poezie.[3]